# Léa Seydoux

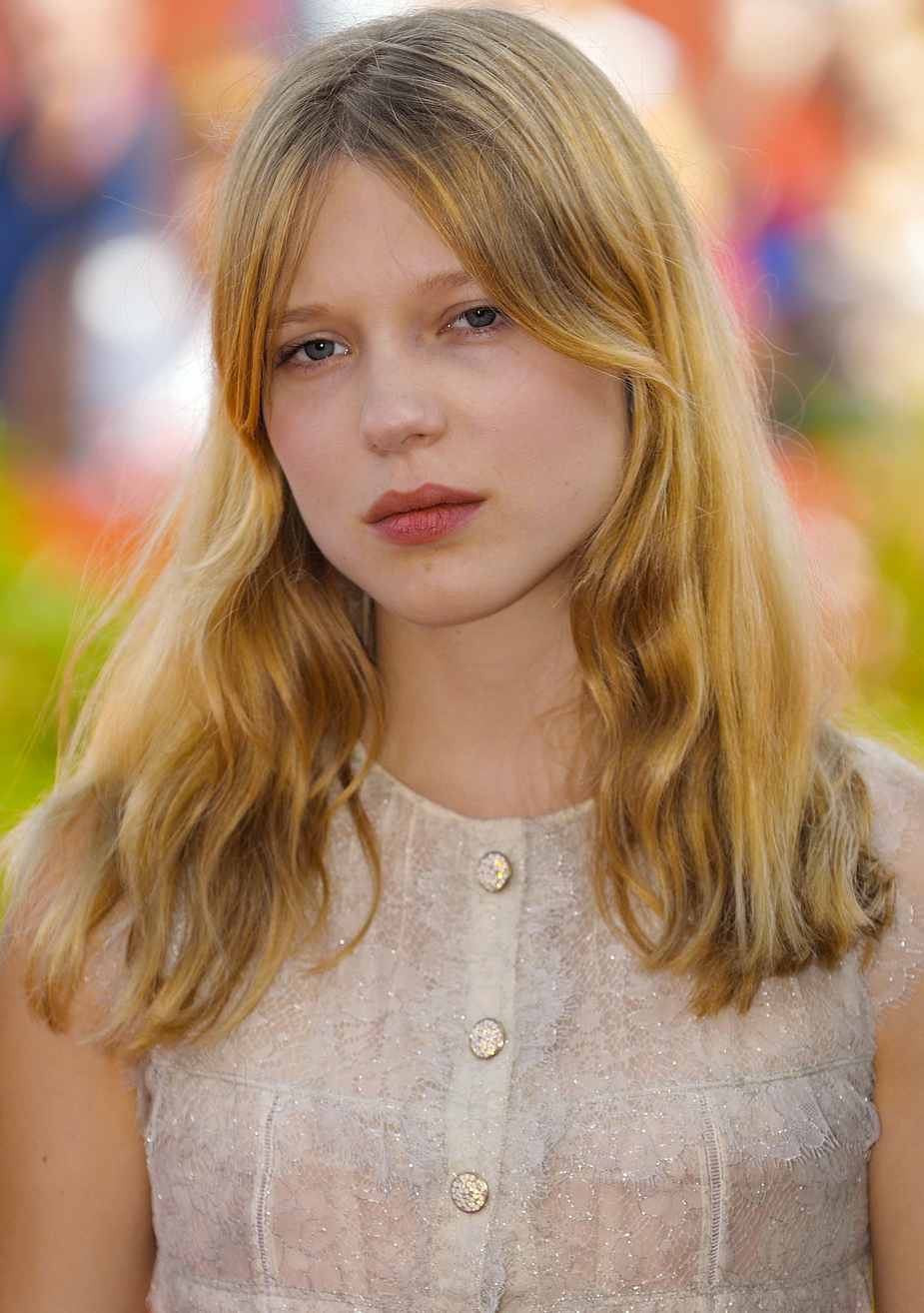
Seydoux na 66. MFF w Wenecji (2009)

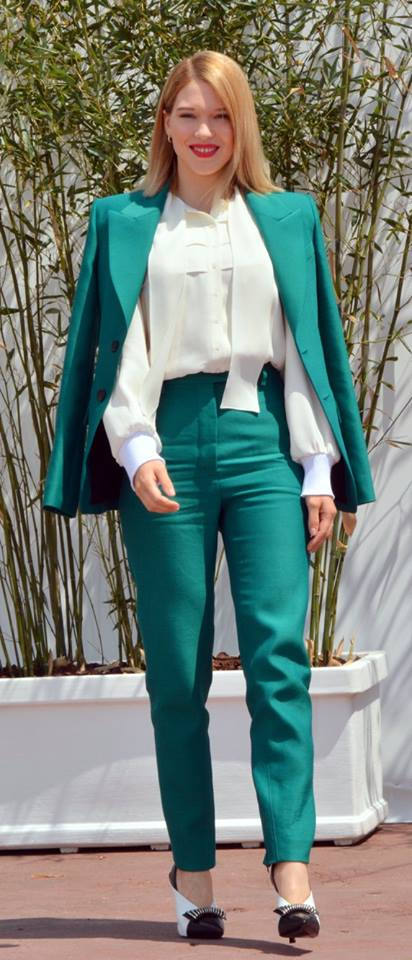
Léa Seydoux na 71. MFF w Cannes (2018)

Léa Hélène Seydoux-Fornier de Clausonne (ur. 1 lipca 1985 w Paryżu) – francuska aktorka telewizyjna i filmowa, laureatka specjalnego wyróżnienia na 66. MFF w Cannes za rolę w filmie Życie Adeli (2013). Jedna z najpopularniejszych aktorek francuskich, odegrała rolę dziewczyny Bonda (jako Madeleine Swann) w filmach Spectre (2015) oraz Nie czas umierać (2021). Czterokrotnie nominowana do francuskiej nagrody Cezar.

## Życiorys
Jej rodzina pochodzi z Alzacji. Jej matką jest Valérie Schlumberger, która utworzyła w Dakarze stowarzyszenie na rzecz dzieci ulicy, natomiast ojcem Henri Seydoux, biznesmen. Urodziła się w Passy, w 16. dzielnicy Paryża, a wychowywała się w Saint-Germain-des-Prés, obecnie 6. dzielnicy Paryża. Ma szóstkę rodzeństwa. Jej dziadkiem jest Jérôme Seydoux, prezes wytwórni filmowej Pathé. 
Rola w filmie Belle Épine przyniosła Seydoux nominację do Cezara w kategorii najlepszej młodej aktorki w 2011.
Zasiadała w jury konkursu głównego na 71. MFF w Cannes (2018).

## Życie prywatne
W 2016 ogłosiła, że razem ze swoim partnerem spodziewała się pierwszego dziecka. 18 stycznia 2017 urodziła chłopca o imieniu George.

## Filmografia

### Filmy fabularne
- 2006: Mes copines jako Aurore
- 2007: 13 French Street jako Jenny
- 2007: Stara kochanka (Une Vieille maîtresse) jaka Oliva
- 2008: Piękna (La Belle personne) jako Junie
- 2008: Des poupées et des anges jako Gisèle
- 2008: O wojnie (De la guerre) jako Marie
- 2008: Les vacances de Clémence jako Jackie
- 2009: Na południe (Plein sud) jako Léa
- 2009: Lourdes jako Maria
- 2009: Bękarty wojny (Inglourious Basterds) jako Charlotte LaPadite
- 2009: Des illusions jako Dziewczyna w metrze
- 2010: Tajemnice Lizbony (Mistérios de Lisboa) jako Branca de Montfort
- 2010: Róże na kredyt (Roses à crédit) jako Marjoline
- 2010: Mały krawiec (Petit tailleur) jako Marie-Julie
- 2010: Piękny kolec (Belle épine) jako Prudence Friedmann
- 2010: Robin Hood jako Isabella of Angoulême
- 2010: Bez śladów (Sans laisser de traces) jako Fleur
- 2011: Mission: Impossible – Ghost Protocol jako Sabine Moreau
- 2011: Time Doesn't Stand Still jako Elle
- 2011: O północy w Paryżu (Midnight in Paris) jako Gabrielle
- 2011: Le roman de ma femme jako Ève
- 2012: Twoja siostra (L'enfant d'en haut) jako Louise
- 2012: Żegnaj, królowo (Les Adieux à la reine) jako Agathe-Sidonie Laborde
- 2013: Życie Adeli (La vie d'Adèle) jako Emma
- 2013: Grand Central jako Karole
- 2013: Prada: Candy jako Candy
- 2014: Saint Laurent jako Loulou de la Falaise
- 2014: Piękna i Bestia (La Belle & la bête) jako Belle
- 2014: Grand Budapest Hotel (The Grand Budapest Hotel) jako Clotilde
- 2015: Spectre jako Madeleine Swann
- 2015: Lobster (The Lobster) jako Przywódczyni samotnych
- 2015: Dziennik panny służącej (Journal d'une femme de chambre) jako Célestine
- 2016: To tylko koniec świata (Juste la fin du monde) jako Suzanne
- 2018: Kochanek idealny (Zoe) jako Zoe
- 2018: Kursk jako Tanya Averina
- 2019: Miłosierny (Roubaix, une lumière) jako Claude
- 2021: Kurier Francuski z Liberty, Kansas Evening Sun (The French Dispatch[7]) jako Simone
- 2021: Oszustwo (Tromperie) jako angielska kochanka
- 2021: Historia mojej żony  (A feleségem története) jako Lizzy
- 2021: France[7] jako France de Meurs
- 2021: Nie czas umierać (No Time to Die[7]) jako Madeleine Swann
- 2022: Zbrodnie przyszłości (Crimes of the Future[7]) jako Caprice
- 2022: Piękny poranek[7] (Un beau matin) jako Sandra Kienzler
- 2022: Emmanuelle jako Emmanuelle
- 2023: Bestia (La bête) jako Gabrielle Monnier
- 2023: Diuna: Część druga (Dune: Part Two) jako lady Margot[7]

### Seriale telewizyjne
- 2004: Père et maire jako Uczennica
- 2011: Mistérios de Lisboa jako Blanche de Montfort

### Gry komputerowe
| Rok  | Tytuł           | Rola    | Uwagi                       |
| ---- | --------------- | ------- | --------------------------- |
| 2019 | Death Stranding | Fragile | Dubbing oraz motion capture |